# Карл II Гонзага
Карло II Гонзага-Невер, или Шарль II де Невер (итал. Carlo II di Gonzaga-Never, фр. Charles II de Nevers; 22 октября 1609, Королевство Франция — 30 августа 1631, Кавриана, Мантуя) — герцог Невер, герцог Ретель, герцог Майен, герцог д’Эгийон из рода Гонзага-Невер.
Был младшим сыном Карло I Гонзаги-Невера, герцога Невера, герцога Ретеля, принца Арша и Екатерины, дочери Шарля Лотарингского, герцога Майена.
В 1621 году после смерти дяди Анри Лотарингского унаследовал титул герцога Майена и герцога д’Эгильона, а также маркиза де Виллара и графа Мэна. Его старший брат Франсуа Гонзага-Невер умер в 1622 году в возрасте 16 лет, и Карло II Гонзага-Невер стал наследником герцогств Невер и Ретель и княжества Арш.
В 1627 году его отец стал наследником Винченцо II Гонзаги, последнего герцога Мантуи, принадлежавшего к прямой ветви рода Гонзага. Он женил своего сына в Мантуе 25 декабря 1627 года на Марии Гонзаге — дочери покойного герцога Франческо IV Гонзаги.
Невеста принесла в приданое герцогство Монферрато, и укрепила права свёкра на престол герцогства Мантуи. Однако Чезаре II Гонзага ди Гвасталла, опираясь на поддержку Испании и Священной Римской империи, развязал войну, известную под названием войны за Мантуанское наследство, которая длилась с 1628 по 1631 год.
В семье Карло II Гонзаги-Невера и Марии Гонзаги родились трое детей:
- Мария Гонзага-Невер;
- Элеонора Гонзага-Невер (1630—1686), вышла замуж за Фердинанда III, императора Священной Римской империи;
- Карло III Гонзага-Невер (1629—1665), герцог Мантуи и Монферрато; стал девятым герцогом Мантуи под именем Карло II (после смерти деда Карло I Гонзаги-Невера в 1637 году), до его совершеннолетия регентом при нём была его мать Мария Гонзага.

Умер 14 августа 1631 года в замке Кавриана, в котором он проходил лечение, оставив на попечении жены двух несовершеннолетних детей. Похоронен в церкви Санта-Мария-делле-Грацие на окраине Мантуи.